# La Chute de l'Italie
Pour plus de détails, voir Fiche technique et Distribution.
La Chute de l'Italie (Pad Italije) est un film yougoslave réalisé par Lordan Zafranović, sorti en 1981.

## Fiche technique
- Titre original : Pad Italije
- Titre français : La Chute de l'Italie
- Réalisation : Lordan Zafranović
- Scénario : Lordan Zafranović et Mirko Kovac
- Pays d'origine : Yougoslavie
- Format : Couleurs - 35 mm - Mono
- Genre : drame, historique, romance
- Durée : 114 minutes
- Date de sortie : 1981

## Distribution
- Daniel Olbrychski : Davorin
- Ena Begovic : Veronika
- Gorica Popovic : Bozica
- Mirjana Karanovic : Mare
- Dragan Maksimovic : Rafo
- Miodrag Krivokapic : Andro
- Dusan Janicijevic : Ljubo
- Ljiljana Krstic : Antica
- Velimir 'Bata' Zivojinovic : Grgo Kusturin
- Frano Lasic : Niko
- Snezana Savic : Krasna
- Izet Hajdarhodzic : Lovre

## Récompenses
- 1981 : Grande Arène d'or du meilleur film au Festival du film de Pula.